# ロンドンゾンビ紀行
『ロンドンゾンビ紀行』（ロンドンゾンビきこう、Cockneys vs Zombies）は、2012年のイギリスの映画である。ゾンビ・コメディ映画。原題のCockneysはイーストエンド地区で特有の訛りがある英語（コックニー）を使う労働者階級を指す。

## ストーリー
ロンドンのイーストエンドに住むアンディとテリーの兄弟は、死んだ両親に代わり自分たちを育てた祖父のレイが入居する老人ホームを閉鎖から救うべく、資金集めのために仲間たちと武器を揃えて銀行強盗を企む。しかし決行の日、再開発の工事現場から出てきた地下墓地から蘇ったゾンビが人々を襲い、ロンドンの街はゾンビの大群で溢れかえってしまう。老人ホームに押し寄せるゾンビの大群と老人たちによる超低速の追跡劇が繰り広げられる中、アンディたちは用意した武器を手にして祖父を救出しに、老人ホームへ向かう。アンディたちと合流して銃を手に入れた老人たちは、平穏なロンドンを取り戻すためにゾンビ掃討の戦いへ繰り出していく。

## キャスト
※括弧内は日本語吹替
- アンディ・マグワイア - ハリー・トレッダウェイ（泰勇気）
- テリー・マグワイア - ラスムス・ハーディカー（英語版）（勝杏里）
- レイ・マグワイア - アラン・フォード（英語版）（千田光男）
- ペギー - オナー・ブラックマン（真山亜子）
- ケーティ - ミシェル・ライアン（東條加那子）
- エマ - ジョージア・キング（英語版） (吉岡さくら)
- ハミッシュ - リチャード・ブライアーズ（板取政明）
- ダリル - トニー・セルビー（英語版）（あべそういち）
- クライヴ - トニー・ガードナー（英語版）（坂口候一)
- ミッキー -  アシュレイ・トーマス（英語版） (北村謙次)
- 支店長 - ナタリー・ウォルター（英語版） (森千晃)

## 評価
Rotten Tomatoesでは46件のレビューが寄せられ、支持率74%となっている。